# Filey
Pour les articles homonymes, voir Filey (homonymie).

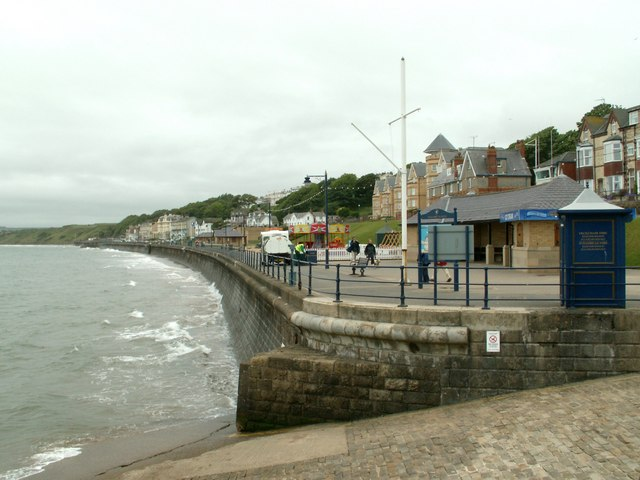
La mer du Nord à Filey.

Filey (/'faɪli/) est une ville et une paroisse civile du Yorkshire du Nord, en Angleterre. Elle est située sur le littoral de la mer du Nord, entre Scarborough et Bridlington. Administrativement, elle relève du district du Yorkshire du Nord.
La ville est protégée de la mer du Nord par un cap, le Filey Brigg. C'est une station balnéaire populaire de la côte du Yorkshire. Au moment du recensement de 2021, elle comptait 6 665 habitants.